# Ashton Eaton
Ashton James Eaton (né le 21 janvier 1988 à Portland) est un athlète américain, spécialiste des épreuves combinées.
Vainqueur du décathlon lors des Jeux olympiques de 2012 à Londres et 2016 à Rio de Janeiro, il remporte le titre aux championnats du monde 2013 à Moscou, et 2015 à Pékin. Il compte également trois victoires dans l'épreuve de l'heptathlon, aux championnats du monde en salle de 2012, de 2014 et de 2016, cette troisième couronne ayant été acquise dans sa ville natale, Portland.
Il a été détenteur du précédent record du monde du décathlon avec 9 045 points, établi les 28 et 29 août 2015 lors des championnats du monde de Pékin, où il améliore de 6 pts son propre record mondial établi en 2012 à Eugene (ce record ayant été dépassé en 2018 par le Français Kevin Mayer avec 9126 points). Il détient par ailleurs le record du monde de l'heptathlon avec 6 645 points établi les 9 et 10 mars 2012 lors des championnats du monde en salle d'Istanbul.
Il prend sa retraite sportive le 4 janvier 2017, à 29 ans, en même temps que son épouse, l'heptathlonienne canadienne Brianne Theisen-Eaton.

## Biographie

### Carrière universitaire
Étudiant à l'Université de l'Oregon à Eugene, Ashton Eaton se révèle lors de la saison 2008 en remportant l'épreuve du décathlon des Championnats NCAA. Il termine par ailleurs cinquième des sélections olympiques américaines d'Eugene, en améliorant son record personnel avec 8 122 pts. L'année suivante, il s'adjuge les titres NCAA en salle de l'heptathlon et en plein air du décathlon. Il se classe deuxième des championnats des États-Unis, derrière son compatriote Trey Hardee, avec 8 075 pts et obtient sa qualification pour sa première compétition inter-continentale senior, les championnats du monde de Berlin. Il y prend la 18e place avec 8 061 points.

### Records du monde de l'heptathlon (2010-2011)

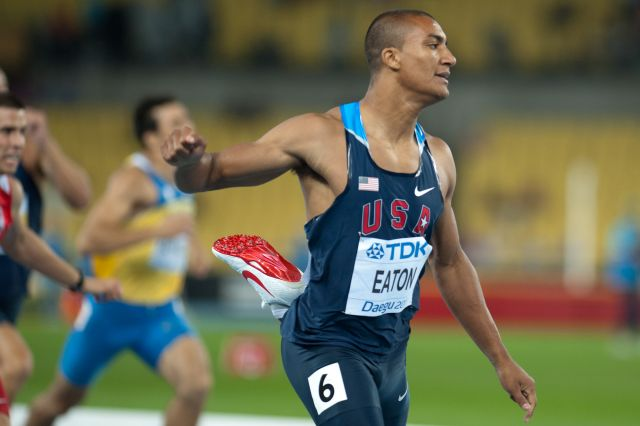
Ashton Eaton lors des Championnats du monde 2011

Le 13 mars 2010, lors des championnats NCAA en salle de Fayetteville dans l'Arkansas, Ashton Eaton établit un nouveau record du monde de l'heptathlon, en réalisant un total de 6 499. Auteur d'un nouveau record personnel lors de chaque épreuves (6 s 71 au 60 m, 7,73 m au saut en longueur, 13,12 m au lancer du poids, 2,11 m au saut en hauteur, 7 s 86 sur 60 m haies, 5,10 m au saut à la perche et 2 min 32 s 67 sur 1 000 mètres), il améliore de 23 pts l'ancienne meilleure marque mondiale détenue par son compatriote Dan O'Brien depuis la saison 1993.
Le 6 février 2011, l'Américain améliore de 69 points son propre record du monde de l'heptathlon en réalisant 6 568 points à l'occasion du meeting de Tallinn. Il améliore à cette occasion quatre de ses records personnels sur 60 m (6 s 66), 60 m haies (7 s 60), au saut en longueur (7,77 m) et au lancer du poids (14,45 m), et réalise par ailleurs 2,11 m au saut en hauteur, 5,20 m au saut à la perche et  2 min 34 s 74 sur le 1 000 m. En juin 2011, Ashton Eaton remporte son premier titre national du décathlon à l'occasion des Championnats des États-Unis de Eugene. Il réalise un total de 8 729 points, soit la meilleure performance enregistrée sur un décathlon depuis la saison 2009. Il participe fin août aux championnats du monde de Daegu, en Corée du Sud et y remporte la médaille d'argent du décathlon, avec 8 505 pts, à près de 100 pts de son compatriote Trey Hardee, qui conserve à cette occasion son titre mondial.

### Record du monde du décathlon et titre olympique (2012)

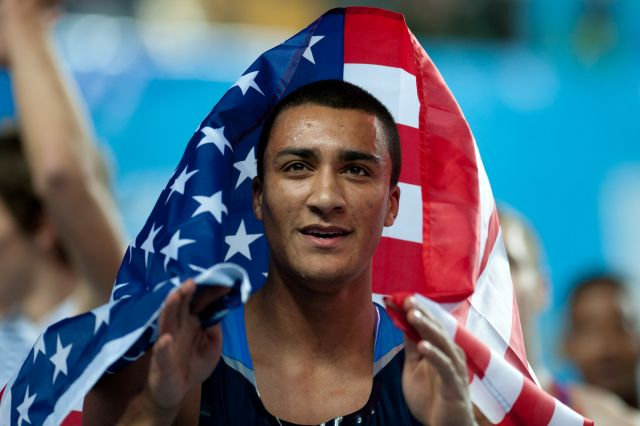
Ashton Eaton lors des championnats du monde en salle 2012

Ashton Eaton remporte le concours de l'heptathlon des Championnats du monde en salle d'Istanbul, en mars 2012, et améliore à cette occasion de 77 points son propre record du monde en totalisant 6 645 pts après avoir battu ses records personnels dans deux épreuves, au saut en longueur (8,16 m) et au lancer du poids (14,56 m). 
Il devance au terme des sept épreuves l'Ukrainien Oleksiy Kasyanov et le Russe Artem Lukyanenko.
Le 23 juin 2012, lors des sélections olympiques américaines, à Eugene, Ashton Eaton bat le record du monde du décathlon avec 9 039 points, améliorant de 13 points la performance de Roman Šebrle, établie en 2001, et devenant le second décathlonien de l'histoire à franchir la barrière des 9 000 points. 
Il se distingue dès le début de la première journée de compétition en signant en 10 s 21 (+0,4 m/s) la meilleure performance jamais réalisée sur 100 m lors d'un décathlon,(1044 points). Lors de l'épreuve suivante, le saut en longueur, l'Américain atteint la marque de 8,23 m (+0,8 m/s) et améliore son record personnel de 19 cm (1120 points). Après avoir réalisé 14,20 m au lancer du poids (741 points), puis 2,05 m au saut en hauteur (850 points), il conclut son 400 m en 46 s 70 (973 points) et totalise au terme de la première journée 4 728 points, performance en avance sur le record du monde de Roman Šebrle. 
Le lendemain, Ashton Eaton réalise 13 s 70 dans l'épreuve du 110 m haies (1014 points), et 42,81 m dans celle du lancer du disque (722 points). Au saut à la perche, il bat son record personnel pour franchir une hauteur de 5,30 m, soit 15 cm de mieux que sa meilleure marque personnelle en plein air(1004 points). Il totalise 7 468 points au terme des huit premières épreuves. Auteur de 58,87 m au lancer du javelot (721 points), Eaton doit battre de près de deux secondes son record personnel sur 1 500 m de 4 min 18 s 94 pour établir un nouveau record du monde. Lors de la dernière épreuve, l'Américain remporte la course en 4 min 14 s 48 (850 points) et devient le neuvième Américain « recordman » du monde du décathlon, et le deuxième athlète après Dan O'Brien à détenir simultanément les records mondiaux du décathlon et de l'heptathlon.
Figurant parmi les favoris à la victoire finale lors des Jeux olympiques de 2012, à Londres, Ashton Eaton remporte son premier titre international majeur en totalisant 8 869 pts. Il s'impose dans trois des dix épreuves (100 m, saut en longueur et 400 m) et devance finalement Trey Hardee, deuxième avec 8 671 pts, et le Cubain Leonel Suárez, médaillé de bronze avec 8 523 pts. Il succède à son compatriote Bryan Clay, titré à Pékin en 2008.
En juin 2013, il épouse la Canadienne Brianne Theisen, une heptathlète.

### Premier titre mondial en plein air (2013)

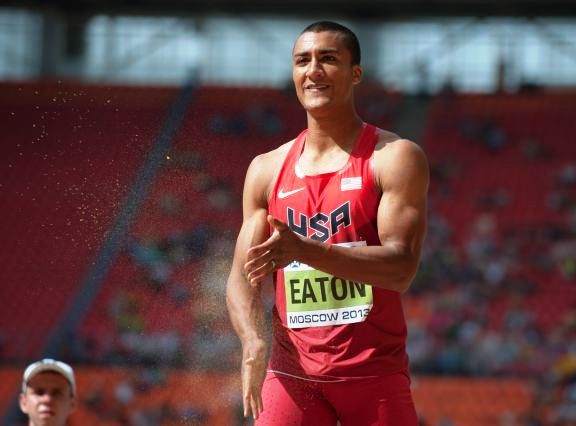
Ashton Eaton lors des championnats du monde 2013.

Le 11 août 2013, à Moscou, Ashton Eaton décroche son premier titre de champion du monde, deux ans après sa médaille d'argent obtenue à Daegu. Il remporte le concours en établissant la meilleure performance mondiale de l'année avec 8 809 pts, devançant l'Allemand Michael Schrader et le Canadien Damian Warner. Pour la saison 2014, Ashton Eaton annonce vouloir s'essayer au 400 mètres haies.
En mars 2014, l'Américain conserve son titre mondial de l'heptathlon à l'occasion des championnats du monde en salle de Sopot, en Pologne. Avec 6 632 pts à l'issue des sept épreuves, il établit la deuxième meilleure performance de tous les temps, à seulement 13 points de son record du monde réalisé en 2012 lors de l'édition précédente. Il devance sur le podium le Biélorusse Andrei Krauchanka et Belge Thomas Van der Plaetsen.
Après ce titre mondial en salle, Ashton Eaton annonce son programme d'entraînement jusqu'en 2017. Il ne participe à aucun décathlon jusqu'à celui des Championnats du monde 2015 à Pékin, où il souhaite conserver son titre, puis celui en salle de 2016 à Portland, enfin les Jeux olympiques à Rio et sans doute ses derniers championnats à Londres en 2017. Il ne participe en attendant qu'à des épreuves individuelles, comme le saut en longueur aux championnats des États-Unis à Eugene en 2015 ou encore le 400 m haies auquel il a participé en 2014.

### Champion du monde à Pékin et nouveau record du monde (2015)
Il ne dispute qu'un seul décathlon en 2015, celui des championnats du monde disputé les 28 et 29 août à Pékin. Au terme des deux jours de compétition, Ashton Eaton conserve son titre de champion du monde avec 9 045 points, améliorant de 6 points son propre record du monde établi en 2012. Lors de la compétition, il améliore un seul de ses records individuels, sur 400 mètres, en devenant le premier décathlonien à courir un 400 m en 45 secondes. Eaton devance sur le podium le Canadien Damian Warner et l'Allemand Rico Freimuth.
En fin d'année 2015, lors du gala de l'IAAF à Monaco, il remporte le trophée IAAF de l'athlète de l'année, succédant au palmarès au Français Renaud Lavillenie et devenant le premier décathlonien récompensé. Il est également élu athlète masculin de l'année par le magazine Track and Field News.

### Champion du monde en salle et olympique (2016) puis retraite (2017)

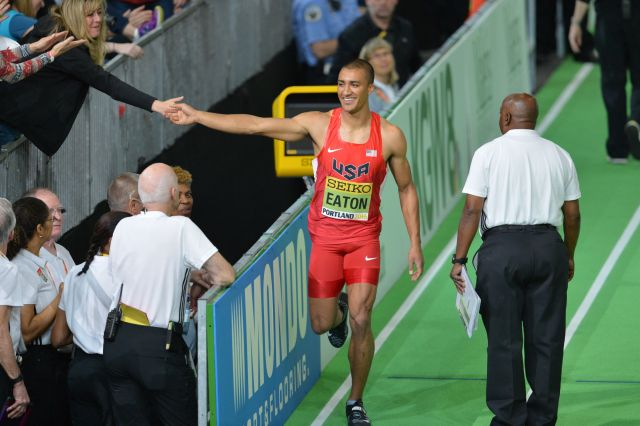
Ashton Eaton en 2016 après son troisième titre mondial en salle consécutif.

Le 19 mars 2016, Ashton Eaton décroche son troisième mondial consécutif sur l'heptathlon lors des championnats du monde en salle de Portland. Avec 6 470 pts (WL), il s'impose devant l'Ukrainien Oleksiy Kasyanov (6 181 pts) et l'Allemand Mathias Brugger (6 126 pts).

#### Jeux olympiques: le titre dans l'incertitude
Les 17 et 18 août, l'Américain participe aux Jeux olympiques de Rio dans le but de décrocher un 2d titre consécutif : il entame sa première journée par un 100 m en 10 s 46, puis saute 7,94 m en longueur (performance qui aurait été suffisante pour accéder à la finale de cette épreuve) et lance 14,53 m au poids. Il réalise une performance modeste au saut en hauteur (2,01 m) puis conclut sa journée par un 400 m bouclé en 46 s 07, lui permettant en fin de cette journée d'occuper la 1re place provisoire du classement avec 4 621 points, devant l'Allemand Kai Kazmirek (4 500) et Canadien Damian Warner (4 489). Le lendemain, il ouvre sa 2de journée par un 110 m haies en 13 s 80 puis réalise un jet à 45,49 m au disque. Lors du saut à la perche, Eaton réalise un concours à sensation avec une barre à 4,90 m maitrisée à son 3e essai (alors qu'il possède une meilleure marque à 5,40 m) puis 5,10 m à nouveau au 3e essai et enfin 5,20 m au 2d. Limitant les dégâts, il voit cependant revenir le Français Kévin Mayer qui lui s'impose avec 5,40 m. Un duel entre le Français et l'Américain commence alors dès l'épreuve du javelot : Mayer est le 1er athlète à lancer et établit dès son 1er essai 65,04 m alors qu'Ashton Eaton réalise quant à lui 53,26 m. À ce moment, et pour la 1re fois depuis 2012 et le début de sa domination mondiale, Eaton est mené au classement général à ce stade de la compétition, Mayer reprenant son retard. Mais cette avance ne durera que 7 minutes, l'Américain réalisant successivement 58,26 et 59,77 m. Avant la dernière épreuve (le 1 500 m), il mène désormais de 44 points Kévin Mayer qui devra lui devancer de 6 secondes et demi Eaton pour pouvoir remporter le titre olympique : mais lors de ces ultimes tours de pistes, le scénario ne se produit pas et Ashton Eaton coupe la ligne en 4 min 23 s 33 contre le Français 4 min 25 s 49. Malgré avoir été troublé de près pour la 1re fois en quatre ans, Ashton Eaton conserve son titre olympique et égale le record olympique du Tchèque Roman Šebrle de 2004 à 8 893 points et devance sur le podium final Kévin Mayer (8 834 points, record de France) et le Canadien Damian Warner (8 666 points). 

#### Retraite (2017)
Le 4 janvier 2017, avec sa compagne Brianne Theisen-Eaton, les Eaton annoncent leurs retraites sportives, ne ressentant plus le plaisir qu'ils avaient avant,.

## Vie personnelle
Ashton Eaton se marie avec l'heptathlonienne canadienne Brianne Theisen-Eaton en juillet 2013. Ils se connaissent du fait d'avoir participé à des compétitions universitaires ensemble.
Il a notamment été en couverture du célèbre magazine de mode Vogue, le 14 juillet 2016, en compagnie du mannequin de renommée internationale, Gigi Hadid.

## Palmarès

### International
| Date | Compétition                    | Lieu           | Résultat | Épreuve    | Points |
| ---- | ------------------------------ | -------------- | -------- | ---------- | ------ |
| 2009 | Championnats du monde          | Berlin         | 18e      | Décathlon  | 8 061  |
| 2011 | Championnats du monde          | Daegu          | 2e       | Décathlon  | 8 505  |
| 2012 | Championnats du monde en salle | Istanbul       | 1er      | Heptathlon | 6 645  |
| 2012 | Jeux olympiques                | Londres        | 1er      | Décathlon  | 8 869  |
| 2013 | Championnats du monde          | Moscou         | 1er      | Décathlon  | 8 809  |
| 2014 | Championnats du monde en salle | Sopot          | 1er      | Heptathlon | 6 632  |
| 2015 | Championnats du monde          | Pékin          | 1er      | Décathlon  | 9 045  |
| 2016 | Championnats du monde en salle | Portland       | 1er      | Heptathlon | 6 470  |
| 2016 | Jeux olympiques                | Rio de Janeiro | 1er      | Décathlon  | 8 893  |

### National
- Championnats des États-Unis :
  - Décathlon : vainqueur en 2011, 2012, 2013 et 2016
- Championnats NCAA : 
  - Décathlon : vainqueur en 2009 et 2010
  - Heptathlon : vainqueur en 2008, 2009 et 2010

## Records

### Records personnels

#### En plein air
| Épreuve          | Performance    | Points | Lieu            | Date                    |
| ---------------- | -------------- | ------ | --------------- | ----------------------- |
| 100 mètres       | 10 s 21 (+0.4) | 1044   | Eugene          | 22 juin 2012            |
| Longueur         | 8,23 m         | 1120   | Eugene          | 22 juin 2012            |
| Poids            | 15,40 m        | 814    | Palo Alto       | 30 mars 2013            |
| Hauteur          | 2,11 m         | 906    | Burnaby         | 13 août 2011            |
| 400 mètres       | 45 s 00        | 1060   | Pékin           | 28 août 2015            |
| 110 mètres haies | 13 s 35        | 1060   | Eugene          | 4 juin 2011 31 mai 2014 |
| Disque           | 47,36 m        | 816    | Chula Vista     | 14 août 2011            |
| Perche           | 5,40 m         | 1035   | Portland        | 8 août 2015             |
| Javelot          | 66,64 m        | 838    | San Luis Obispo | 16 mars 2013            |
| 1 500 mètres     | 4 min 14 s 48  | 850    | Eugene          | 23 juin 2012            |
| Décathlon        | 9 045 pts      |        | Pékin           | 29 août 2015            |

La somme de ses meilleures performances donne un meilleur total théorique de 9543 points.

#### En salle
| Épreuve         | Performance   | Lieu          | Date                       |
| --------------- | ------------- | ------------- | -------------------------- |
| 60 mètres       | 6 s 66        | Tallinn Sopot | 6 février 2011 7 mars 2014 |
| Longueur        | 8,16 m        | Istanbul      | 9 mars 2012                |
| Poids           | 15,05 m       | Boston        | 8 février 2014             |
| Hauteur         | 2,11 m        | Fayetteville  | 12 mars 2010               |
| 60 mètres haies | 7 s 51        | New York      | 14 février 2015            |
| Perche          | 5,35 m        | New York      | 15 février 2015            |
| 1 000 mètres    | 2 min 32 s 67 | Fayetteville  | 13 mars 2010               |
| Heptathlon      | 6 645 pts     | Istanbul      | 10 mars 2012               |

### Records du monde
| N° | Épreuve    | Performance | Compétition                                 | Lieu         | Date           |
| -- | ---------- | ----------- | ------------------------------------------- | ------------ | -------------- |
| 1  | Heptathlon | 6 499 pts   | Championnats NCAA                           | Fayetteville | 13 mars 2010   |
| 2  | Heptathlon | 6 568 pts   | Meeting international de Tallinn            | Tallinn      | 6 février 2011 |
| 3  | Heptathlon | 6 645 pts   | Championnats du monde d'athlétisme en salle | Istanbul     | 10 mars 2012   |
| 4  | Décathlon  | 9 039 pts   | Sélections olympiques américaines           | Eugene       | 23 juin 2012   |
| 5  | Décathlon  | 9 045 pts   | Championnats du monde                       | Pékin        | 29 août 2015   |

## Distinctions
- Trophée World Athletics de l'athlète de l'année en 2015[26].
- Trophée Track and Field News de l'athlète de l'année en 2015[42].